# Майер, Бернхард
Бернхард Ма́йер (нем. Bernhard Meier; 15 декабря 1923, Фрайбург — 30 октября 1993, Тюбинген) — немецкий музыковед. Основная сфера научных интересов — музыка и музыкальная теория XVI—XVII веков, прежде всего учение о ладах и проблемы позднеренессансной гармонии, а также musica reservata. Опубликовал полные собрания сочинений Чиприано де Роре и Луки Маренцио.

## Биографическая справка
Б. Майер получил образование во Фрайбургском университете, где изучал музыковедение (у Г.Ценка и В.Гурлитта) и филологию. Там же в 1952 защитил диссертацию о мессах Обрехта. В 1955–86 преподавал (с 1970 — профессор) в Тюбингенском университете. В 1963 хабилитирован по совокупности научных трудов.

## Научная деятельность
Центральное место в не слишком объёмном наследии Майера занимают две книги: «Лады классической вокальной полифонии» (Die Tonarten der klassischen Vokalpolyphonie; Утрехт, 1974) и «Старинные лады, представленные в инструментальной музыке XVI—XVII веков» (Alte Tonarten, dargestellt an der Instrumentalmusik des 16. und 17. Jahrhunderts; Кассель, 1992). Проблема многоголосных ладов в музыке XVI и XVII веков (одна из наиболее дискуссионных в музыковедении XX века) рассматривается Майером через призму аутентичной теории (то есть, ренессансных и раннебарочных трактатов). По мнению ученого, номенклатура ладов (двенадцатиладовой системы Глареана), кочевавшая из одного источника в другой, имела реальное воплощение в творчестве мастеров, а не являлась только «данью традиции». Для композиции этой эпохи сохраняют актуальность не только разграничение автентического и плагального лада (наглядно выражающееся в комбинации ключей вокальных партий), но и одноголосные мнемонические формулы григорианского хорала. По Майеру, мелодическое содержание голосов музыкальной ткани обусловлено монодической формулой того лада, в котором написано произведение. Разнообразные отклонения от нормы (например, нехарактерные для того или иного лада каденции — clausulae peregrinae, смешение ладов — commixtio tonorum) трактуются Майером как средства музыкального истолкования текста; об этом говорит уже название второй части книги 1974 года — «Лады как средство истолкования слова» (Die Modi als Mittel der Wortausdeutung).

## Рецепция
Учение Майера о ладах вызвало существенный резонанс в западной Европе и США. Главным оппонентом Б. Майера был Карл Дальхауз. Последний являлся сторонником «объединённого плагально-автентического лада» (Gesamtmodus) и считал, что диспозиция голосов не может быть достаточным критерием для различения двух разновидностей лада.
Гарольд Пауэрс взял за основу своей концепции теорию Майера, сильно модифицировав её. В России частичное влияние Майера очевидно в масштабной статье Ю.Н.Холопова «Рекомендации к определению лада в старинной музыке» (1999). Адаптируя теорию Майера к русскому словоупотреблению, Холопов предложил удобный термин «парная диспозиция».

## Основные труды

### Книги
- Die Tonarten der klassischen Vokalpolyphonie (Utrecht, 1974; англ. перевод, 1988)
- Alte Tonarten, dargestellt an der Instrumentalmusik des 16. und 17. Jahrhunderts (Kassel, 1992)

### Статьи
- Die Harmonik im cantus firmus-haltigen Satz des 15. Jahrhunderts (1952)
- The Musica Reservata of Adrianus Petit Coclico and its Relationship to Josquin (1956)
- Bemerkungen zu Lechners “Motectae Sacrae” von 1575 (1957)
- Reservata-Probleme: ein Bericht (1958)
- Heinrich Loriti Glareanus als Musiktheoretiker (1960)
- Wortausdeutung und Tonalität bei Orlando di Lasso (1963)
- Modale Korrektur und Wortausdeutung im Choral der Editio Medicaea (1969)
- Staatskompositionen von Cyprian de Rore (1969)
- Zur Musikhistoriographie des 19. Jahrhunderts (1969)
- Die Modi der Toccaten Claudio Merulos (Rom 1598 und 1604) (1977)
- Zur Modalität der »ad aequales« disponierten Werke klassischen Vokalpolyphonie // Festschrift G. von Dadelsen, hrsg. von T. Kohlhase / V. Scherliess. Neuhausen-Stuttgart, 1978, S. 230-239.
- Zum Gebrauch der Modi bei Marenzio: Tradition und Neuerung (1981)
- Die “Octo Beatitudines” in der Vertonung von Adrian Willaert und Orlando di Lasso (1983)
- Zur Tonart der Concertato-Motetten in Monteverdis "Marienvesper" (1986)
- Rhetorical Aspects of the Renaissance Modes (1990)
- Auf der Grenze von modalem und dur-moll-tonalem System (1992)

### Издания
В серии Corpus Mensurabilis Musicae(CMM):
- CMM 7 Jacques Barbireau: Opera omnia. 2 vls. (1954)
- CMM 14 Cipriano de Rore: Opera omnia. 7 vls.  (1956–1977)
- CMM 72 Luca Marenzio: Opera omnia. 7 vls.  (1976–2000)